# Ramanagara
Ramanagara (in kannaḍa ರಾಮನಗರ, Rāmanagara) è una città dell'India di 79 365 abitanti, capoluogo del distretto di Ramanagara, nello stato federato del Karnataka. In base al numero di abitanti, la città rientra nella classe II (da 50 000 a 99 999 persone).

## Geografia fisica
La città è situata a 12° 43' 0 N e 77° 17' 60 E e ha un'altitudine di 746 m s.l.m..

## Società

### Evoluzione demografica
Al censimento del 2001 la popolazione di Ramanagara assommava a 79.365 persone, delle quali 41.084 maschi e 38.281 femmine. I bambini di età inferiore o uguale ai sei anni assommavano a 10.220, dei quali 5.328 maschi e 4.892 femmine. Infine, coloro che erano in grado di saper almeno leggere e scrivere erano 49.684, dei quali 27.359 maschi e 22.325 femmine.